# 28346 Kent
A 28346 Kent (ideiglenes jelöléssel 1999 FV19) a Naprendszer kisbolygóövében található aszteroida. Charles W. Juels fedezte fel 1999. március 19-én.